# Jalcomulco (municipalité)
La municipalité de Jalcomulco est l'une des 212 municipalités de l'État de Veracruz, et est située dans la partie centrale de cet État. Située à l'ouest du golfe du Mexique, la municipalité confine à l'ouest sur les piémonts de la Sierra Madre orientale, et fait partie du bassin versant du fleuve Río Antigua. Son chef-lieu est la ville éponyme de Jalcomulco. Cette municipalité dépend de la région administrative de Capital, qui est une des 10 subdivisions administratives de l'État de Veracruz, et qui comprend sa capitale étatique, Xalapa.

## Géographie
La municipalité de Jalcomulco s'étend d'ouest en est dans le bassin versant du fleuve Río Antigua, localement nommée Río los Pescadores. Elle est traversée dans ses confins sud par l'un de ses principaux affluents, la rivière Río Santa María, qui y forme pour partie sa limite méridionale. Dans sa partie centrale, elle est traversée par le fleuve Río Antigua, qui y forme à l'ouest une section de sa limite administrative. Enfin, un affluent de rive nord du Río Antigua, le Río Tenexapa, la traverse en sa partie septentrionale, puis forme sa limite nord-est. Confinant à l'ouest sur les piémonts de la Sierra Madre orientale, son altitude oscille entre 200 et 800 mètres. Son chef-lieu, la ville éponyme de Jalcomulco, se situe dans ses confins ouest, sur la rive nord du Río Antigua. Son territoire couvre une superficie de 72,4 km2, et était peuplé en 2020 de 5054 habitants, pour une densité de 69,9 habitants par km2.
Cette municipalité est limitrophe au nord de celle d'Emiliano Zapata, au nord-ouest de celle de Coatepec, à l'ouest et au sud de celle de Tlaltetela, et à l'est de celle d'Apazapan.

## Composition et démographie
La municipalité était composée en 2020 de 4 localités, dont une était considérée comme urbaine, les autres étant rurales.
| Localité            | Population |
| ------------------- | ---------- |
| Jalcomulco          | 3150       |
| Santa María Tatetla | 1707       |
| Tacotalpan          | 153        |
| Rivera del Río      | 44         |
| Total population    | 5054       |

En plus de l'espagnol, plusieurs langues amérindiennes sont parlées dans la municipalité, dont les principales sont par ordre d'importance : le nahuatl, et dans une moindre mesure le totonaque et le tzotzil.

## Histoire
La municipalité a été fondée en 1825.

## Économie

### Agriculture et élevage
La superficie des parcelles semées représentait en 2021 une surface totale de 1679,6 hectares, parmi lesquels 670 hectares étaient voués à la culture du maïs, 670 hectares étaient voués à la culture de la mangue, et 136 hectares étaient voués à celle du citron.
En 2021, la production de viande par tonnes comprenait 40,7 tonnes de viande bovine, 96,3 tonnes de viande porcine, 11,8 tonnes de viande ovine, 162,8 tonnes de volailles, et 2,9 tonnes de dinde. La superficie vouée à l'élevage représentait alors 965 hectares.